# 철신 건 라이쟈
철신 건 라이쟈는 텔레비전 이와테의 "들 맨 가파!"내에서 매주 일요일7:00-7:28에 방송(다음날 15:55-16:23에 재방송되던 특수 촬영 프로그램 및 이와테 현 내에서 벌어지고 있는 로컬 영웅이다. 본 문서에서는 철신 건 라이쟈 시리즈의 초기작인 시즌 1·2·3에 대해서 기술한다. 속편은 2014년 7월 출범한 철신 암 라이저 NEO이다. 자세한 내용은 철신 건 라이쟈 시리즈의 문서를 참조.

## 개요
동일본 대지진 이후 "이와테의 아이들에게 힘과 웃음을!"이라는 표어로 탄생한 귀지 히어로. 이름의 유래는 이와테의 "바위"를 나타내는 "암"과 일출을 나타내는 "선 라이즈(sunrise)"를 조합했으며 이와테에 다시 해가 뜨게 해 달라는 기원을 담고 있다. 2011년 10월 2일 출범한 어린이 프로그램 "들 맨 가파!"의 1코너로 방송이 시작됐다. 텔레비전 프로그램에서 노출되어 잡지나 신문에서도 거론되고 이와테 현 내 곳곳에서 악수회나 캐릭터 쇼가 열리고 있다.

## 줄거리

### 시즌 1
현명의 유래도 되고 있는 전설의 악귀·나찰이 이 땅을 떠난 지 천 여년. 다시 이와테에 그 후손의 영혼(나찰)이 나타난다.
그것을 퇴치하는 역할을 한 것은 암취(워낙 유)대학의 4년생 코즈 카타죠( 오지 않는 방법-).
아직 일자리도 정해지지 않았다 조금 미덥지 못한 곳이 있는 청년이지만 천년 전에나찰을 퇴치한 코즈 카타 집의 후예였다.
스마트 폰에 나타난 방 아이, 보기로 이끄시여, 조는 철신 암 라이저로 변신한다.
그리고 소꿉 친구에서 나찰을 봉인할 힘을 갖고 히메노 카미 유이(히메지 씹는 유이)과 궁극의 금속을 연구하는 엔지니어·조지봉 켄지는(야치네-)과 힘을 모아

### 시즌 2
철신 암 라이저의 활약에서 히메노 카미 유이의 두루마리에 봉인된 나찰였지만, 인터넷을 통해서 현실 세계에 출현하는 방법을 발견.
자기 방에서 칩거 중인 컴퓨터 매니아의 야케이시 케(야케이 시가크)을 이용하고 이와테에 다시 나타난다.
조는 철신 암 라이저로 변신하고 싸우지만 야키이 케가 변신하는 새 유령, 구즈 매오니(키)마요인가가 출현하고 고전한다.
그러자 미오와 싸움에서 물의 정령 아스 마린이 나타나고 위기를 구한다. 철신 암 라이저는 아스 마린과 협력해서 적과 맞서!!

### 시즌 3
변신하는 힘 대신에, 마침내 나찰을 쓰러뜨린 코즈 카타죠.
이와테에 다시 찾은 평화로운 나날을 즐기게 히메노 카미 유이와 야키이 케가 북상시 전승지에서 꽃놀이를 하고 있다고 카메라가 거북이를 바뀐 괴사건이 발생!
범인은 정신을 차리었을 여행자 원수와 오다ー즈들이었다.
하면 새 철신 암 라이저가 나타나고 여행자들을 격퇴하다. 그 정체는 산에서 수도하던 청년, 미츠이시 오진이었어!
이와테를 정복하려는 어둠의 세계의 왕 나찰 왕 히데ー쟈과 여우의 귀신·이즈ー나도 나타나고 새로운 싸움이 시작!!

## 등장 인물
코즈 카타죠
시즌 1에서는 대학 4학년. 취업이 되지 않은 어설픈 청년이지만 코즈 카타 집의 후예로 아버지로부터 얻은 부적의 힘으로 철신 암 라이저로 변신할 수 있다. 처음에는 자신의 사명을 자각하고 전쟁 경험이 부족하기 때문 고전 계속이었지만,계단 오르기와 가라테 훈련을 하는 것에서 점차 강해지고 갔다. 시즌 2의 최종화에서 진화한 나찰을 완파했으나 부적의 힘을 쓰고 변신할 수 없다.시즌 3에서는 교사가 되어 있다.
히메노카미 유이
코즈 카타죠의 소꿉 친구에서 시즌 1에서는 대학 1학년. 함께 부드러운 성격이지만, 히메노카미가의 후예로 나찰을 봉인할 주문을 욀 수 있다. 시즌 1의 최종 이야기에서는 그 힘으로 나찰을 두루마리에 봉인하는 데 성공했지만 시즌 2로 진화한 나찰에는 주문이 듣지 않게 됐다. 귀신과 인간이 공존할 길이 없는지 항상 보고 있다.
조지봉 켄지
궁극의 금속을 연구하는 엔지니어. 철신 암 라이저의 총에 불꽃계의 기능(라이저 프래임)나 천둥계의 기능(라이저 볼트)을 가하는 등 무기의 제조 및 개량을 실시한다. 시즌 1에서는 전설의 금속 히히이로카네을 손에 넣어 호주 철검을 제조했다. 그러나 시즌 2에서는 주위의 자연까지도 파괴하는 강력한 무기 및 라이저 캐논을 만들어 동료들과 맞섰다. 시즌 3에서는 해외 부임이 되면서 결들로 미뤄져 떠난 것이었지만...
미야모리 카구라
유치원 선생님이 하길 가라테의 달인. 시즌 1에서는 조를 가라데 훈련으로 단련시키고 암 라이저의 전투력을 높였다. 시즌 2에서는 히메노 카미가를 지키는 미야 모리가의 후예임이 드러나면서 조 역시부적의 힘으로 물의 정령 아스 마린으로 변신하는 모습이 그려졌다.
야키이 케(야케이 시가크)
외톨이 같은 컴퓨터 매니아 시즌 2에서 등장. 과거는 유망한 야구 선수였지만 어깨 부상한 것에서 부정적인 성격이 됐다. 적의 파커 대령에 부추기고 봉인의 두루마리를 대파하면서 나찰이 부활. 케에는 구즈 매오니 마요이가ー로 변신하는 힘이 주어졌다. 그 힘에 의해서 이윽고 이성을 잃기 시작했고 마음까지 귀신에게 지배될 뻔했지만결들에 의해서 구한다. 시즌 3에서는 노트북을 들고 스스로 프로그래밍한 월령 버스터에서 진들과 함께 싸우다.
쿠리코마 키리코(재규 격화와 학교)
구리 코마 산 기슭에 있는 구리 코마 집의 후예로 시즌 2에서 등장. 히메노 카미 유이처럼 귀신을 막다 주문을 욀 수 있다. 권법의 사용자에서 미야 모리 카그라는 어린 시절부터 아는 사람."어른이 되면 함께 싸운다"과 카그라와 약속했다.
미츠이시가(미츠이고-)
시즌 3에서 등장하는 산 속에서 내린 청년. 조와는 별개의 금빛 부적의 힘으로 철신암 라이저로 변신한다. 싸움에 대비하고 수행했기 때문에 싸운 여행자 원수에게 조의 암 라이저보다 강하다고 평가됐다. 오랫동안 산 속에서 생활했기 때문에 어수룩하지 않아 조와 달리 자신에게 부과된 사명에 당혹감도 없다. 만들어 온 자신의 힘에 자신이 있니 처음에는 동료와 같이 한다는 의식이 얇은 면이 있었다.

### 등장 캐릭터
철신 암 라이저
제철의 신이며 골 풀무 신의 화신. 가슴의 중앙에는 사은사용리의 북 마크가 있고 어깨에는 남부 쇠 주전자가 타고 있다. 코즈 카타죠 및 미츠이시진이 부적을 하늘에 꽂은 뒤"호 철(호 변환)!"라고 외치는 것으로 변신한다. 조의 변신하는 암 라이저와 진이의 변신하는 암 라이저는 허리 띠가 다르다. "라이저 킥"이나 "고양이 펀치","이시와리 촙"등의 필살기를 갖는다. 무기는 라이저암이나 조지봉 겐지의 제조한 호 철검 등.
아스 마린
이와테의 자연을 지키는 물의 정령에서 시즌 2에서 등장. 미야 모리 카그라이 부적을 하늘에 꽂은 뒤"수청(스이세이)!"라고 외치면서 카그라에 빙의한다. 무기 없이 단련한 육체와 기술을 구사한다. 암 라이저와 콤비 솜씨"남부 건너 학 W)"나 물의 커튼으로 적의 공격을 차단하는 "스콜" 같은 기술을 갖는다.
보기
조들을 이끌방 아이. 스마트 폰에서 모습을 드러낸다. 파커 대령은 천년 전부터 구면의 사이.
나찰
과거 이와테에서 온갖 악행을 다하다, 사람들을 괴롭히던 도깨비의 후손. 자신의 조상과, 원령을 밀어붙였다 인간을 깊이 원망하고 있다. 공격력이 높고"귀신 광탄.(마음 공단)"과 "뇌전 격파(라이데은 격파)","회오리 폭풍참(타츠마키 보우후우은 음)"과 같은 강력한 기술을 갖는다. 시즌 1에서는 히메노 카미 유이의 두루마리에 봉인되지만 시즌 2에서 부활. 게다가가마이시 광산에서 히히이로카네의 보옥을 얻고 오렌지 색으로 눈이 빛나는 모습으로 진화했다. 그러나 시즌 2의 최종화에서 철신 암 라이저에 쓰러지고 미야코 시의 미오 바위에 어음을 누르고 현세에서 사라진다.
파커 대령
갓파의 모습을 한 귀신. 나찰의 지배하에 있지만 오다ー즈을 부하에게 거느리고 적의 중간 관리직. 이와테를 문명이 발달하지 못한 천년 전의 모습으로 되돌리고자 하는 다양한 장난을 쳐서 사람들을 괴롭힌다. 머리의 접시에 물을 뿌리면 파워 업하고"카파 커터"의 기술을 내다. 시즌 2에서는"슈퍼 카파 커터"의 기술이 등장했다.
구즈 매오니 마요이가ー(그즈메키마요이가ー)
시즌 2에서 등장한 유령에서 달군 돌 케가 변신한 모습. 칼 솜씨로 조잡한 투혼을 보이지만, 싸움의 경험을 쌓아 강해지고 최종적으로는 철신 암 라이저와 그들에게 필적까지 되었다. 시즌 2의 최종화에서는 히메노 카미 유이와 구리 코마 키리코가 히히이로카네으로 만든 진정한 거울을 꽂은 뒤 인간의 모습으로 돌아갈 수 있었다.
오다ー즈 1호·2호
오이의 원령의 전투원으로 패커 대령을 사모하다 충실한 부하들. "응~!거든!"라며 나쁜 장난하는 것이 버릇이 언제나 파커 대령에 " 오다 모를!( 까불지 마라, 사투리)"라고 혼나고 있다. 시즌 2에서는 손에서 담쟁이 덩굴이 뻗어 상대를 붙잡아 기술이 등장했다.
귀인
나찰이 부른 낫의 유령. 양팔의 낫으로 무엇이든 베는, 라이저 암도 치는 강적.
가짜 건 라이저
나찰이 데려온 또 다른 수수께끼의 암 라이저. 코즈 카타죠의 변신한 암 라이저에 적대한다. 초대 나찰(초대를들 전설) 천년 전에 두번 다시 장난치지 못할 약속의 표시로, 미츠이시 신사의 바위에 어음을누르고 떠난 전설의 악귀.
나찰 왕 히데ー쟈
시즌 3부터 등장한 막강한 힘을 가진 귀신과, 원령의 세계의 왕. 인간계에 나찰을 보낸 막후 인물
츠에ー쟈
히데ー쟈가 지녔던 자아를 가진 지팡이.
이즈ー나
시즌 3부터 등장한 여우의 원령. 인간을 원망하고 있으며 인간에게 복수하기 위해나찰 왕을 섬기고 있다.

### 공연 귀지 히어로
바위 취호 신 하치만 테일러
이와테 현 하치만 타이시의 수호신. 하치만 타이 싸움에서 나찰로 내몰린 암 라이저를 구하고 그 뒤에도 종종 암 라이저를 도우러 나타나며 여러 조언도 끼칠 성장을 촉구했다. 시즌 2에서는 하치만 테일러, 다이너마이트에 파워 업한다.
암철 치는 챠그마오ー 개( 하고 있고-보람)
강력한 철권을 무기로 싸우는 이와테 현 다키자와 무라(현 타키자와시)의 수호신. 챠그챠그 마코의 출발지, 귀신 월창 전 신사에 산다. 나찰과 호각에 싸워라 정도로 강한 고전하는 암 라이저에 조력하다. 암 라이저와 콤비 솜씨"더블 이시와리 촙","타키자와 스이 커터"등을 선 보였다.
오오가 맥스
이와테 현 타키자와시 오카마 지구의 영웅. 힘은 약하지만 마음은 뜨겁다.
여섯 영혼 전대 게이비망
이와테 현 이치노세키의 예비 케이를 거점으로 활동하는 6명의 영웅들. 동료가 힘을맞추기에서 발휘되는 큰 힘을 진에 보였다.
크리하라이자ー강마
미야기 현 구리하라 시 수호신. 무기는 청류 곤들매기 칼. 이즈 늪에서 파커&마요이가ー과 아스 마린과의 2-1의 싸움을 검문하다, 아스 마린에 조력했다.
도신 랏세이 바
아오모리 현의 평화를 지키는 히어로. 필살기는 사과 펀치로 나서 "쓰가루 녀가 러시". 무도 신사를 파괴시키는 하치노헤 시에 온 마요이 가 앞을 막아서며 종차 해안에서싸움이다.

## 출연자
- 코즈 카타 조:나카타 유키

- 미츠이시진:이토 쇼오고

- 히메노 카미 유이:가촌 마미

- 조지봉 켄지:치바 와타루

- 미야 모리 카그라:사사키 이 기사

- 야키이 케:타카하시 히로시

- 쿠리코마 키리코:이마 가와 래망

- 이즈ー나:코야마 나츠미

- 보기(목소리):스가와라 나오코

- 나찰(목소리):와타나베 유우스케

- 파커 대령(목소리):하야카와 세이이치

### 슈트 액터
- 에비나 타모츠

- 사토 토모 타카

- 사토 후미 타카

- 하야카와 세이이치